# BMW VI
Le BMW VI était un moteur d'avion V12 à refroidissement liquide construit en Allemagne durant les années 1920. Ce fut l'un des moteurs d'avion allemand les plus importants durant les années qui ont précédé la Seconde Guerre mondiale.

## Conception et développement
Il est le premier « douze-cylindres » construit par Bayerische Motorenwerke AG, dérivé du BMW IV (en) de six cylindres en ligne, par l'union de deux blocs, partageant le même vilebrequin, positionnés à 60°. La production de série a débuté en 1926, après son homologation.
À partir de 1930, 1 000 moteurs du type BMW VI avaient déjà été livrés, et l'Allemagne est de nouveau autorisée à construire des avions militaires. Cette demande supplémentaire soudaine entraîne une augmentation rapide de la production. En 1933, le BMW VI a été utilisé pour les premiers essais de BMW sur l'injection directe de carburant.
Le BMW VI a été construit jusqu'en 1938 dans différentes versions atteignant au moins 9 200 unités produites, contribuant de manière fondamentale à la reprise du transport aérien allemand entre les deux guerres mondiales. Le BMW VI a été choisi pour de nombreux vols record de longue distance, incluant la première traversée d'est en ouest de l'Atlantique en 1930 et un tour du monde en 1932, effectués par Wolfgang von Gronau sur un hydravion ouvert Dornier Wal propulsé par deux moteurs BMW VI. Grâce à sa fiabilité reconnue internationalement, il a été produit sous licence au Japon, par Kawasaki Heavy Industries et en Union soviétique sous les noms (respectivement) Kawasaki Ha-9 (it) et Mikulin M-17 (en). Usage inhabituel pour le BMW VI, il fut le moteur du « Schienenzeppelin », train expérimental à grande vitesse conçu et développé en 1929 par l'ingénieur aéronautique allemand Franz Kruckenberg. Le nom « Schienenzeppelin » littéralement « Zeppelin Rail » en allemand, est dû à sa ressemblance avec les célèbres dirigeables allemands Zeppelin du début du XXe siècle.

## Utilisations
- Albatros L 77
- Arado Ar 64
- Arado Ar 65
- Arado Ar 68
- Dornier Delphin
- Dornier Do 10
- Dornier Do 14
- Dornier Do 17
- Focke-Wulf Fw 42 (en)
- Heinkel He 45
- Heinkel He 51
- Heinkel He 59
- Heinkel He 60
- Heinkel He 70
- Kawasaki Type 92 (en)
- Tupolev TB-3 (Mikulin M-17)

### Moteurs semblables
- Liberty L-12

### Listes
- Liste de moteurs d'avions